# Кропівне-Старі
Кропівне-Старі (пол. Kropiwne Stare) — село в Польщі, у гміні Сувалки Сувальського повіту Підляського воєводства.
Населення — 66 осіб (2011).
У 1975-1998 роках село належало до Сувальського воєводства.

## Демографія
Демографічна структура станом на 31 березня 2011 року:
|          | Загалом | Допрацездатний вік | Працездатний вік | Постпрацездатний вік |
| -------- | ------- | ------------------ | ---------------- | -------------------- |
| Чоловіки | 33      | 11                 | 21               | 1                    |
| Жінки    | 33      | 11                 | 18               | 4                    |
| Разом    | 66      | 22                 | 39               | 5                    |